# Медаль «65 років Перемоги у Великій Вітчизняній війні 1941—1945 рр.» (Казахстан)
Ювілейна медаль «65 років Перемоги у Великій Вітчизняній війні 1941—1945 рр.» (каз. «1941-1945 жж. Ұлы Отан соғысындағы Жеңіске 65 жыл») — державна нагорода Республіки Казахстан, заснована на ознаменування відзначення 65-ї річниці Перемоги у Великій Вітчизняній війні 1941—1945 років на підставі Указу Президента РК від 19 березня 2010 року № 951.

## Положення про медаль
Медаллю нагороджуються:
- військовослужбовці, які проходили службу у військових частинах, штабах та установах, що входили до складу діючої армії та флоту в період Великої Вітчизняної війни, а також під час інших бойових операцій із захисту колишнього Союзу РСР, партизани та підпільники Великої Вітчизняної війни;
- військовослужбовці чинної армії та флоту, партизани та підпільники Великої Вітчизняної війни, а також робітники та службовці відповідних категорій, які стали інвалідами внаслідок поранення, контузії, каліцтва або захворювання, отриманих у період Великої Вітчизняної війни на фронті, у районі доріг, на спорудженні оборонних рубежів, військово-морських баз та аеродромів, та прирівняні з пенсійного забезпечення до військовослужбовців;
- військовослужбовці, які стали інвалідами внаслідок поранення, контузії, каліцтва, отриманих під час захисту колишнього Союзу РСР або внаслідок захворювання, пов'язаного із перебуванням на фронті;
- особи начальницького та рядового складу органів внутрішніх справ та державної безпеки колишнього Союзу РСР, які стали інвалідами внаслідок поранення, контузії, каліцтва або внаслідок захворювання, пов'язаного із перебуванням на фронті;
- особи з числа бійців та командного складу винищувальних батальйонів, взводів та загонів захисту народу, що діяли в період з 1 січня 1944 року по 31 грудня 1951 року на території Української РСР, Білоруської РСР, Литовської РСР, Латвійської РСР, Естонської РСР, контузії або каліцтва, отриманих під час виконання службових обов'язків у цих батальйонах, взводах, загонах;
- військовослужбовці, а також особи начальницького та рядового складу органів внутрішніх справ та державної безпеки колишнього Союзу РСР, які проходили в період Великої Вітчизняної війни службу в містах, участь в обороні яких зараховувалася до 1 січня 1998 року у вислугу років для призначення пенсії на пільгових умовах, встановлених для військовослужбовців частин діючої армії;
- особи вільнонайманого складу Радянської Армії, Військово-Морського Флоту, військ та органів внутрішніх справ і державної безпеки колишнього Союзу РСР, які обіймали штатні посади у військових частинах, штабах, установах, що входили до складу чинної армії в період Великої Вітчизняної війни, або які перебували у відповідних періодах у містах, участь в обороні яких зараховувалось до 1 січня 1998 року у вислугу років для призначення пенсії на пільгових умовах, встановлених для військовослужбовців частин діючої армії;
- особи, які у період Великої Вітчизняної війни перебували у складі частин, штабів та установ, що входили до складу діючої армії та флоту, як сини (вихованці) полків і юнг;
- особи, які брали участь у бойових діях проти фашистської Німеччини та її союзників у роки Другої світової війни на території зарубіжних країн у складі партизанських загонів, підпільних груп та інших антифашистських формувань;
- працівники спецформувань Народного комісаріату шляхів сполучення, Народного комісаріату зв'язку, плаваючого складу промислових і транспортних суден та льотно-підйомного складу авіації, Народного комісаріату рибної промисловості колишнього Союзу РСР, морського і річкового флоту, льотно-підйомного складу Головсевморшляху становище військовослужбовців та виконували завдання на користь діючої армії та флоту в межах тилових кордонів діючих фронтів, оперативних зон флотів, а також члени екіпажів суден транспортного флоту, інтерновані на початку Великої Вітчизняної війни у портах інших держав;
- громадяни, які працювали в період блокади міста Ленінграда на підприємствах, установах та організаціях міста та нагороджені медаллю «За оборону Ленінграда» та знаком «Житель блокадного Ленінграда» ;
- колишні неповнолітні в'язні концтаборів, гетто та інших місць примусового тримання, створених фашистами та їх союзниками під час Другої світової війни;
- особи, які пропрацювали в період з 22 червня 1941 року по 9 травня 1945 року не менше шести місяців, за винятком періоду роботи на тимчасово окупованих ворогом територіях.

## Опис медалі
Ювілейна медаль «1941-1945 зар. Ұли Отан співсиндини Жеңіске 65 жил» виготовляється з латуні, має форму кола діаметром 32 мм. На лицьовій стороні медалі — зображення ордена Слави 1-го ступеня, між нижніми променями зірки — цифри «1945-2010».
На звороті медалі у центрі напис «1941—1945 жж. Ұли Отан співҮсиндари Жеңіске 65 жил». Краї медалі облямовані бортиком. Усі зображення, написи та цифри на медалі рельєфні.
Медаль за допомогою вушка та кільця з'єднана з п'ятикутною колодкою, обтягнутою шовковою стрічкою муарової червоного кольору. Ширина стрічки 24 мм. Посередині стрічки по п'ять смуг: три чорні та дві помаранчеві, кожна завширшки 2 мм. Крайні чорні смуги облямовані оранжевими смугами шириною 1 мм.
Медаль за допомогою шпильки кріпиться до одягу.
Медаль виготовлена на Казахстанському монетному дворі в Усть-Каменогорську.

## Галерея

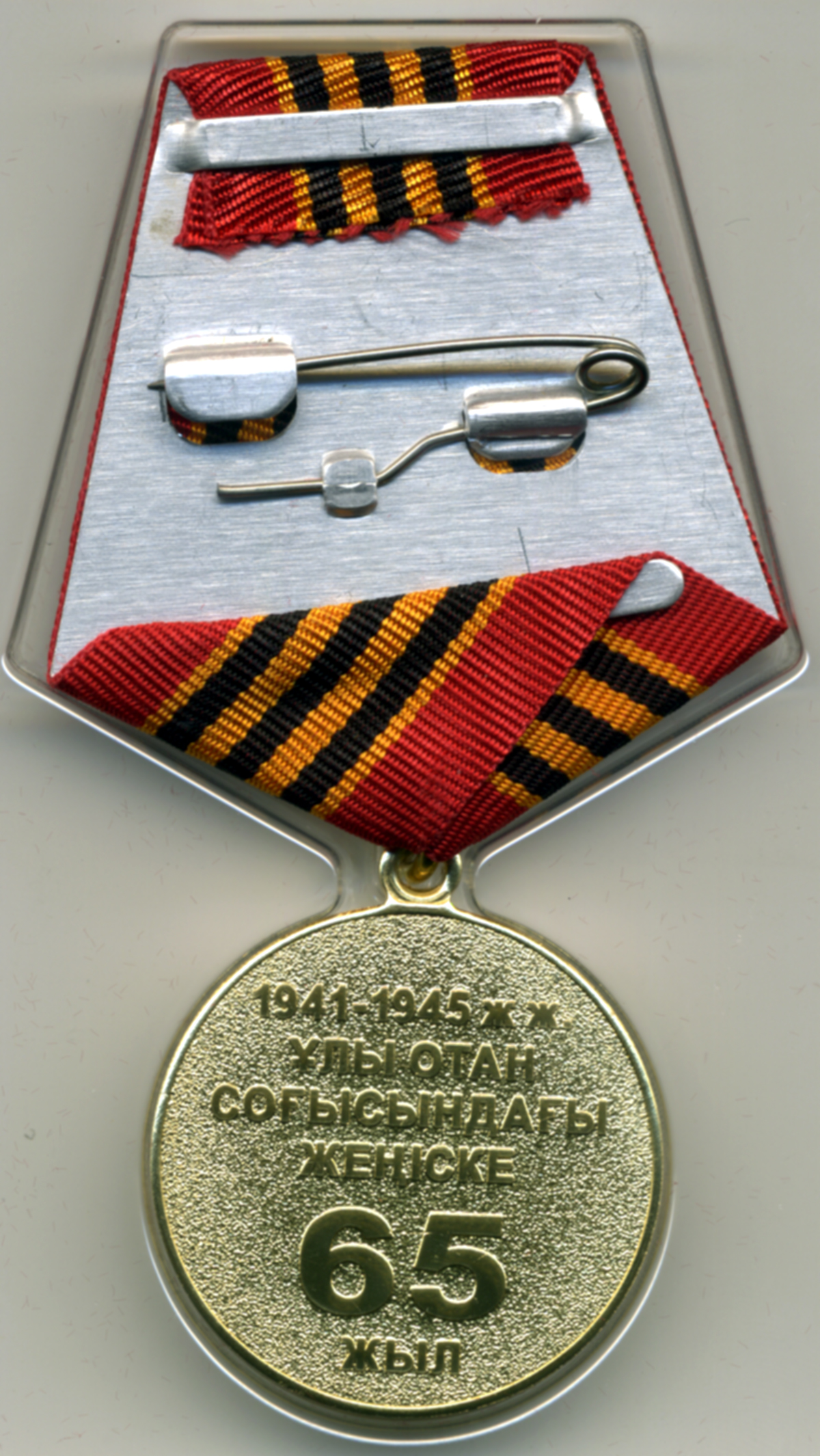
Реверс медалі.
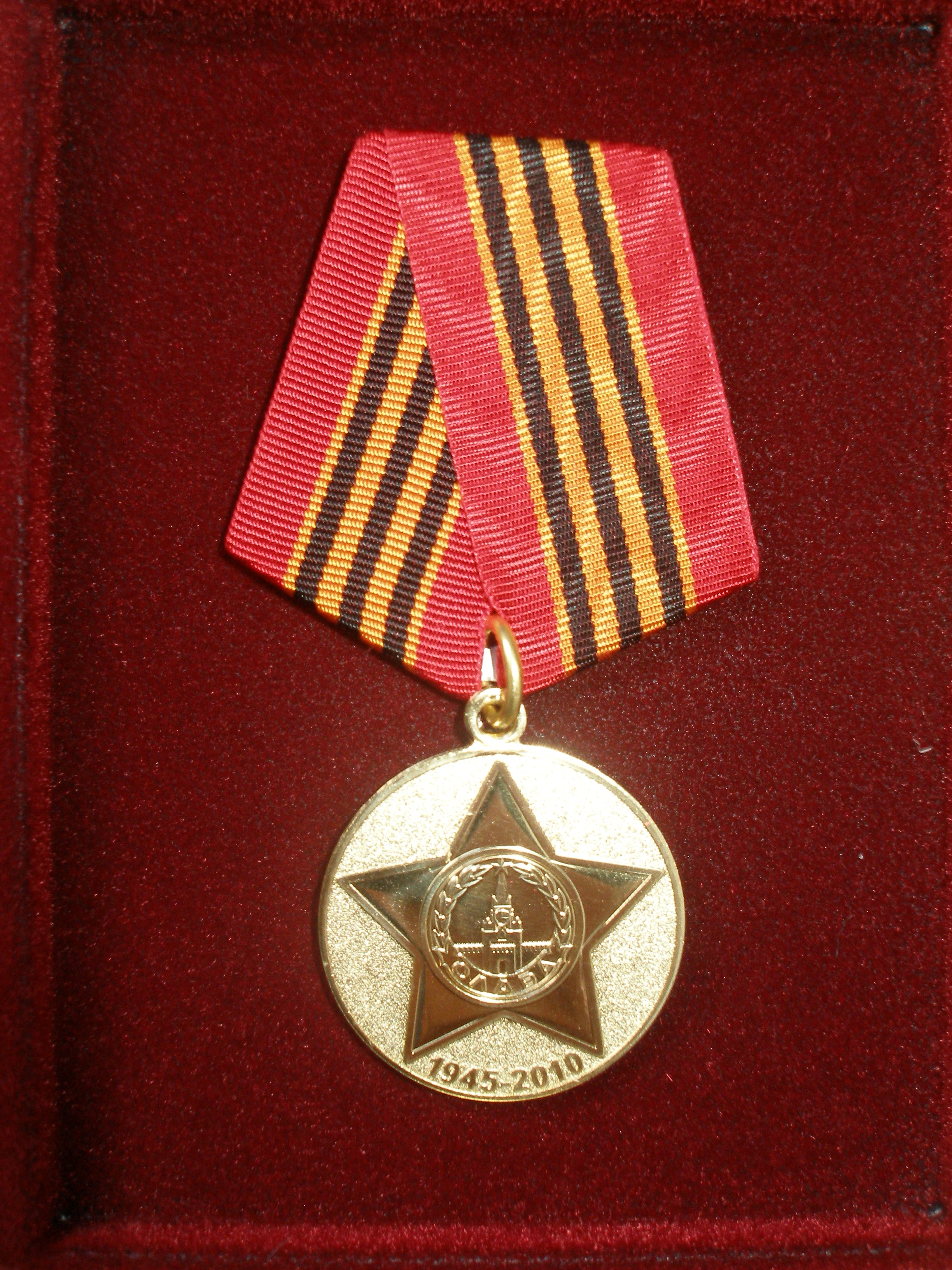
Медаль у нагородному футлярі.
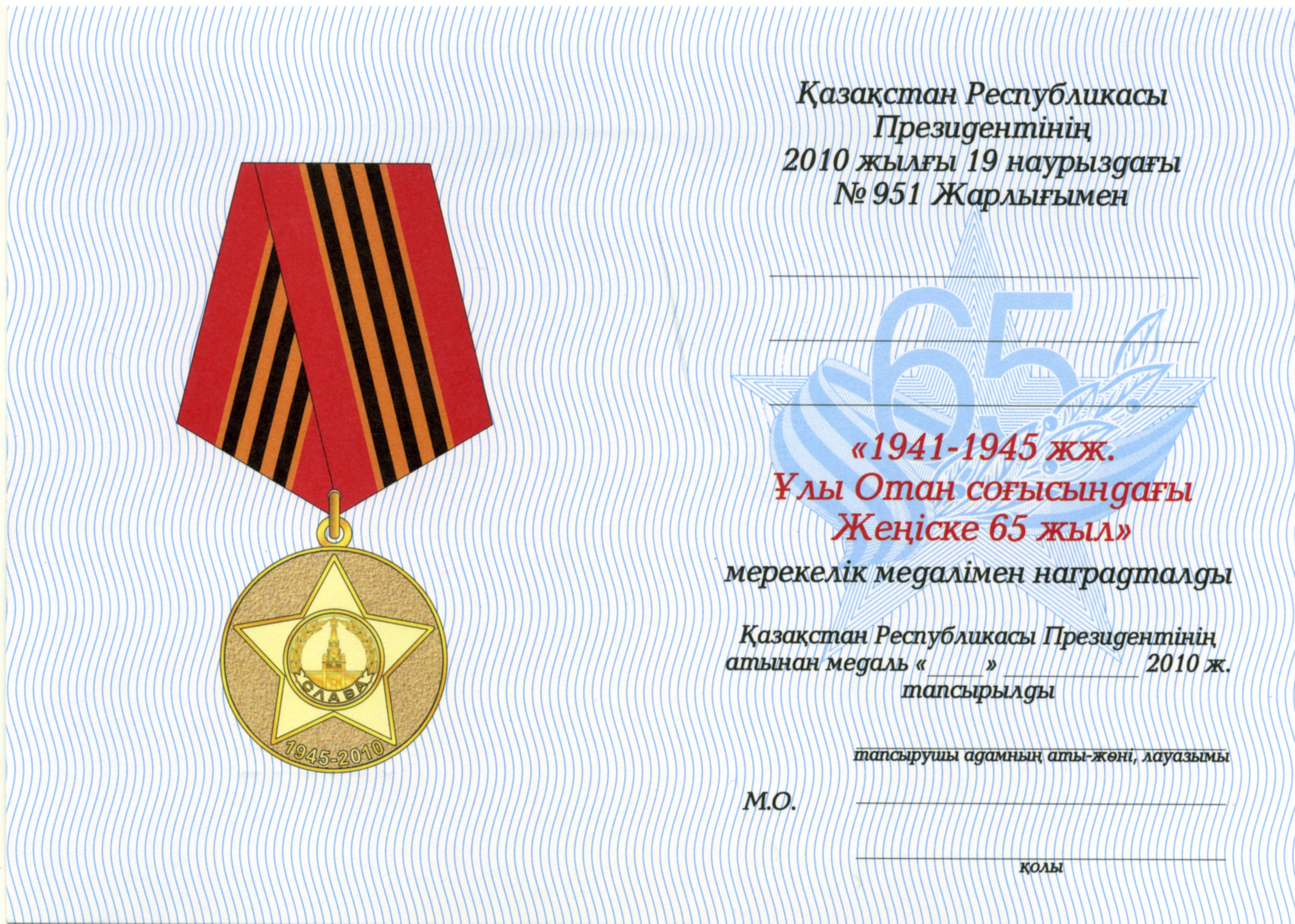
Посвідчення медалі (бланк).